# Lukoran

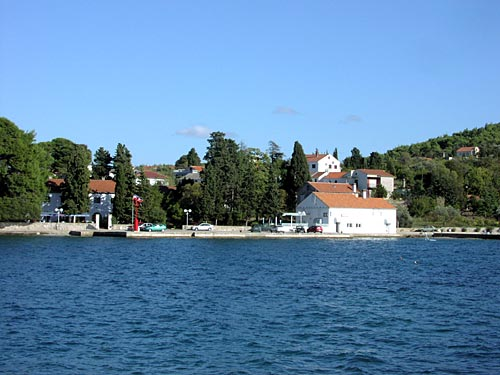
Lukoran

Lukoran ist ein Ort auf der Insel Ugljan (Kroatien).

## Lage und Einwohner
Lukoran liegt nordwestlich von Preko gegenüber von Zadar. 2011 lebten 503 Menschen im Dorf.
Die wirtschaftliche Grundlage sind Landwirtschaft, Weinbau, Olivenbaumplantagen, Fischfang und Fremdenverkehr. Veli Lukoran ist ein Ort mit zahlreichen Buchten und Stränden, die von einem alten Kiefernwald umsäumt werden.

## Sehenswürdigkeiten
Es gibt einige Landhäuser, das bekannteste ist das Landhaus der Familie de Ponte aus dem 17. Jahrhundert.
Der Legende nach entstand das bekannte kroatische Wächterlied Zora puca (Vor Sonnenaufgang) des Dichters Petar Preradović in Lukoran.

## Weblink
- Webseite von Lukoran